# National Football League 1968
La stagione NFL 1968 fu la 49ª stagione sportiva della National Football League, la massima lega professionistica statunitense di football americano. La finale del campionato si disputò il 29 dicembre 1968 al Stadium di Cleveland, in Ohio e vide la vittoria dei Baltimore Colts sui Cleveland Browns per 34 a 0. In seguito, i campioni dei Colts avrebbero perso il Super Bowl III contro i campioni della American Football League, i New York Jets. La stagione iniziò il 14 settembre 1968 e si concluse con il Pro Bowl 1969 che si tenne il 19 gennaio al Los Angeles Memorial Coliseum.
La stagione vide lo scambio di Division tra i New York Giants e i New Orleans Saints che giocarono rispettivamente nella NFL Capitol e nella NFL Century.

## Stagione regolare
La stagione regolare si svolse in 14 giornate, iniziò il 14 settembre e terminò il 15 dicembre 1968.

### Risultati della stagione regolare
- V = Vittorie, S = Sconfitte, P = Pareggi, PCT = Percentuale di vittorie, PF = Punti Fatti, PS = Punti Subiti
- La qualificazione ai play-off è indicata in verde
- Nota: nelle stagioni precedenti al 1972 i pareggi non venivano conteggiati nel calcolo della percentuale di vittorie.

| NFL Capitol         |    |    |   |     |     |     |
| Squadra             | V  | S  | P | PCT | PF  | PS  |
| (*) Dallas Cowboys  | 12 | 2  | 0 | 857 | 431 | 186 |
| New York Giants     | 7  | 7  | 0 | 500 | 294 | 325 |
| Washington Redskins | 5  | 9  | 0 | 357 | 249 | 358 |
| Philadelphia Eagles | 2  | 12 | 0 | 143 | 202 | 351 |

| NFL Coastal         |    |    |   |     |     |     |
| Squadra             | V  | S  | P | PCT | PF  | PS  |
| (*) Baltimore Colts | 13 | 1  | 0 | 929 | 402 | 144 |
| Los Angeles Rams    | 10 | 3  | 1 | 769 | 312 | 200 |
| San Francisco 49ers | 7  | 6  | 1 | 538 | 303 | 310 |
| Atlanta Falcons     | 2  | 12 | 0 | 143 | 170 | 389 |

| NFL Century           |    |    |   |     |     |     |
| Squadra               | V  | S  | P | PCT | PF  | PS  |
| (*) Cleveland Browns  | 10 | 4  | 0 | 714 | 394 | 273 |
| Saint Louis Cardinals | 9  | 4  | 1 | 692 | 325 | 289 |
| New Orleans Saints    | 4  | 9  | 1 | 308 | 246 | 327 |
| Pittsburgh Steelers   | 2  | 11 | 1 | 154 | 244 | 397 |

| NFL Central           |   |   |   |     |     |     |
| Squadra               | V | S | P | PCT | PF  | PS  |
| (*) Minnesota Vikings | 8 | 6 | 0 | 571 | 282 | 242 |
| Chicago Bears         | 7 | 7 | 0 | 500 | 250 | 333 |
| Green Bay Packers     | 6 | 7 | 1 | 462 | 281 | 227 |
| Detroit Lions         | 4 | 8 | 2 | 333 | 207 | 241 |

## Play-off
I play-off iniziarono con le finali di conference il 21 e 22 dicembre 1968, il NFL Championship Game si giocò il 29 dicembre 1968.

### Incontri
|  | Conference Championship | Conference Championship | Conference Championship |           |           | NFL Championship | NFL Championship | NFL Championship |  |
|  |                         |                         |                         |           |           |                  |                  |                  |  |
|  | Minnesota               | Minnesota               | 14                      |           |           |                  |                  |                  |  |
|  | Minnesota               | Minnesota               | 14                      |           |           |                  |                  |                  |  |
|  | Baltimore               | Baltimore               | 24                      |           |           |                  |                  |                  |  |
|  | Baltimore               | Baltimore               | 24                      |           | Baltimore | Baltimore        | 34               |                  |  |
|  |                         |                         |                         |           | Baltimore | Baltimore        | 34               |                  |  |
|  |                         |                         | Cleveland               | Cleveland | 0         |                  |                  |                  |  |
|  | Dallas                  | Dallas                  | Cleveland               | Cleveland | 0         | 20               |                  |                  |  |
|  | Dallas                  | Dallas                  |                         |           |           |                  |                  |                  |  |
|  | Cleveland               | Cleveland               | 31                      |           |           |                  |                  |                  |  |

Nota: Gli accoppiamenti nei playoff venivano stabiliti mediante criteri di rotazione.

## Premi individuali
| MVP della NFL              | Earl Morrall, Quarterback, Baltimore Colts |
| Allenatore dell'anno       | Don Shula, Baltimore Colts                 |
| Rookie offensivo dell'anno | Earl McCullouch, Wide receiver, Detroit    |
| Rookie difensivo dell'anno | Claude Humphrey, Defensive End, Atlanta    |